# عشوق (مسلسل)
عشوق، مسلسل كوميدي اجتماعي كويتي من تأليف زياد نعيم الريس وإخراج محمد دحام الشمري.

## قصة المسلسل
عشوق إنسان يحب أمل وأخذ والده عشان يخطبون أمل وتجادلوا وهدد والد عاشق الأستاذ جاسم بغلق المعهد ووالد أمل رفض إغلاق هذا المعهد وشيئا تنكر عشوق بشخصيات مثل الهندي و اللبناني والإيراني والأمريكي ألخ وإدعى عشوق أن في المعهد جان أو شياطين ولا وجود للشياطين أو الجان.

## فريق الممثلين
- غانم الصالح في دور أستاذ جاسم محمد
- خالد العبيد في دور منصور أبو عاشق أو عشوق
- داوود حسين في دور عاشق أو عشوق
- حسن البلام في دور أستاذ أحمد
- سماح في دور أمل
- بدرية أحمد في دور الخادمة الهندية هايدي بنت راجو التي تعمل في منزل منصور
- سعاد علي في دور سعده سعاد سعيده زوجة أستاذ جاسم
- مشاعل شداد في دور الخادمة الهندية لونا التي تعمل في منزل أستاذ جاسم
- بلال الشامي في دور الطالب السوداني الذي أنتسب في معهد جاسم لتعليم اللغة العربية
- عبير شمس الدين في دور الوكيلة في معهد جاسم لتعليم اللغة العربية
- نادية كرم ضيفة شرف
- فيصل العميري في دور مشتاق عامل الأستاذ جاسم
- إسماعيل الراشد ضيف شرف
- أسماء ضيفة شرف